# 2016 FT58
2016 FT58, também escrito como 2016 FT58, é um objeto transnetuniano que está localizado no cinturão de Kuiper, uma região do Sistema Solar. Ele possui uma magnitude absoluta de 7,8 e tem um diâmetro estimado de 121 km.

## Descoberta
2016 FT58 foi descoberto no dia 28 de março de 2016 pelo DECam.

## Órbita
A órbita de 2016 FT58 tem uma excentricidade de 0,025 e possui um semieixo maior de 41,990 UA. O seu periélio leva o mesmo a uma distância de 40,940 UA em relação ao Sol e seu afélio a 43,040 UA.